# Bhagavata Mela
Bhagavata Mela (in tamil பாகவத மேளா) è una danza classica indiana che viene eseguita nel Tamil Nadu, in particolare nell'area di Thanjavur. È coreografata secondo una tradizione annuale del Visnuismo a Melattur e nelle regioni vicine, e celebrata come uno spettacolo di danza-dramma. L'arte della danza ha radici in una storica migrazione di praticanti di Kuchipudi, un altro tipo di danza classica indiana, dall'Andhra Pradesh al regno di Tanjavur.
Il termine Bhagavata, sostengono Brandon e Banham, si riferisce al testo indù Bhāgavata Purāṇa. Mela è una parola sanscrita che significa “raduno, incontro di un gruppo” e connota una festa popolare. La tradizionale esibizione del Bhagavata Mela mette in scena le leggende dell'induismo accompagnate dalla musica in stile carnatico.

## Storia
Le origini della Bhagavata Mela sono nella Kuchipudi, un'altra danza classica indiana più antica diffusa nell'Andhra Pradesh. L'invasione della regione da parte degli eserciti islamici portò alla caduta di un impero indù, che innescò la migrazione di massa delle famiglie di artisti indù nel XVI secolo verso il Tamil Nadu, dove la danza si evolse nella moderna Bhagavata Mela. Prima della sua caduta, i documenti di corte dell'Impero di Vijayanagara insediato nel Deccan - noto per il suo patrocinio delle religioni e delle arti indiane - indicano che compagnie di danza drammatica di Bhagavata del villaggio di Kuchipudi si esibivano alla corte reale. La regione vide guerre e disordini politici, che terminarono con la formazione dei Sultanati del Deccan nel XVI secolo. Con la caduta dell'Impero Vijayanagara e la distruzione dei templi e delle città del Deccan da parte dell'esercito musulmano intorno al 1565, musicisti e artisti di danza drammatica migrarono a sud, e i registri del regno di Tanjore indicano che circa 500 famiglie di artisti Kuchipudi arrivarono dall'Andhra, furono accolte e ricevettero concessioni terriere dal re indù telugu Achuthappa Nayak, dando vita a un insediamento che crebbe fino a diventare la moderna Melattur vicino a Tanjore (chiamata anche Thanjavur). Queste famiglie mantennero la loro cultura della danza drammatica ispirata a Kuchipudi, in una forma chiamata Bhagavata Mela.
Il Kuchipudi declinò ed era un'arte ormai morente nell'Andhra del XVII secolo, ma nel 1678, l'ultimo nababbo musulmano sciita di Golconda, Abul Hasan Qutb Shah, vide uno spettacolo di Kuchipudi e ne fu così contento che concesse ai ballerini le terre intorno al villaggio Kuchipudi, a condizione che continuassero a praticare la danza dramamtica. Il sultanato sciita fu rovesciato nel 1687 dall'imperatore sunnita Mughal Aurangzeb. Al fine di regolamentare la morale pubblica e privata, nonché di porre fine alle pratiche non islamiche, Aurangzeb vietò le esibizioni pubbliche di tutte le arti musicali e di danza, oltre a ordinare la confisca e la distruzione di strumenti musicali nel subcontinente indiano sotto il controllo del suo impero Moghul.
La regione del Deccan fu teatro di guerre e disordini politici con l'espansione imperiale Mughal che pose fine ai sultanati della zona entro la fine del XVII secolo. Durante questo periodo altre famiglie della comunità Bhagavatar si trasferirono a sud, invitate dai raja Maratha, da poco insediatisi, nel delta del Kaveri, per stabilirsi a Kumbakonam e dintorni. Queste famiglie mantennero la loro cultura del dramma-danza ispirato alla Kuchipudi in una forma chiamata Bhagavata Mela.

## Repertorio
La Bhagavata Mela si esegue tradizionalmente nel cortile di un tempio indù o accanto a esso a partire dal tramonto e per tutta la notte, e come gli antichi artisti della Kuchipudi, i bramini maschi erano coloro che interpretavano i personaggi della storia raffigurata. Le produzioni moderne includono sia uomini che donne e si sono evolute per mostrare influenze sia della Kuchipudi, sia della Bharatanatyam, la principale danza classica del Tamil Nadu.
Come tutte le danze classiche dell'India, la Bhagavata Mela incorpora gesti sofisticati come il linguaggio dei segni combinato con intricati giochi di gambe e recitazione (abhinaya) per comunicare una storia religiosa con un messaggio spirituale. Questi aspetti del Bhagavata Mela hanno radici nel Nātyaśāstra, l'antico testo indù sulle arti performative. La performance include Nritta, Nritya e Natya. La performance Nritta è un aspetto astratto, veloce e ritmato della danza pura. La Nritya è l'aspetto più lento ed espressivo della danza che tenta di comunicare sentimenti, con una trama particolare dai temi spirituali. La Natya è un'opera teatrale eseguita da un gruppo di artisti. Le radici di abhinaya si trovano anche nel testo Nātyaśāstrache descrive le unità base della danza, i gesti e i movimenti che si connettono con il pubblico e suscitano esteticamente gioia nello spettatore e trasportano l'individuo in uno stato interiore dell'essere super sensuale.
La comunicazione nella Bhagavata Mela avviene sotto forma di gesti espressivi (mudra o hasta) sincronizzati con la musica. I gesti e le espressioni facciali trasmettono il ras (sentimento, gusto emotivo) e il bhava (umore) della storia sottostante. Come altre danze classiche indù, l'artista esprime con successo le idee spirituali prestando attenzione a quattro aspetti di una performance: Angika (gesti e linguaggio del corpo), Vachika (canto, recitazione, musica e ritmo), Aharya (allestimento scenico, costume, trucco, gioielli) e Sattvika (disposizione mentale dell'artista e connessione emotiva con la storia e il pubblico, in cui risuona lo stato interiore ed esteriore dell'artista). L'abhinaya fa emergere il bhava (umore, stato psicologico).
Le storie della Bhagavata Mela provengono tipicamente dai poemi epici indù o dai Purāṇa, tra cui particolarmente popolare era Prahlada Charitram. La musica è in stile carnatico e gran parte della storia di fondo è cantata al ritmo della musica mentre i danzatori si esibiscono. Il repertorio è sostenuto da un'orchestra di strumenti musicali, con mridangam (tamburo) e cimbali a dare il ritmo, e flauto, strumenti a corda e armonium a completare l'insieme.